# Хромосома 21 (людина)

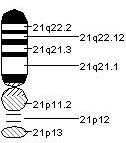
Ідіограма 21-ї хромосоми

Хромосома 21 є однією з 23 пар хромосом людини. За нормальних умов у людей дві копії цієї хромосоми. При трисомії 21-ї хромосоми виникає синдром Дауна. Хромосома 21 також є найменшою за розмірами серед 23 пар, про що свідчить кількість нуклеотидів в її складі — 47 млн або 1.5 % від загальної кількості нуклеотидів в ДНК клітин.
У 2000 році, дослідники, які залучені до проекту «Геном людини» (англ. Human Genome Project) оголосили про завершення секвенсування 21-ї хромосоми та оприлюднили послідовність пар нуклеотидів. Таким чином хромосома 21 людини стала другою хромосомою, яку повністю секвенсовано.
Ідентифікація генів кожної хромосоми є пріоритетним напрямком наукових досліджень в генетиці. Проте, дослідники застосовують різні підходи щодо визначення кількості генів в кожній хромосомі, внаслідок цього дані щодо їх кількості демонструють різні цифри. Це також стосується і хромосоми 21, в якій кількість генів становить від 300 до 400.

## Досліджені гени
- APP: попередник протеїну бета-амілоїду (A4) (пептидаза нексин-II, хвороба Альцгеймера)
- CBS: цистатіонін-бета-синтаза
- CLDN14: клаудин 14
- HLCS: голокарбоксилаза синтетаза (біотин-(пропріонил-коекзим A-карбоксилаза (ATP-гідролізуюча) лігаза)
- KCNE1: потенціал-керований калієвий канал, член 1, родина Isk-пов'язаних (англ. potassium voltage-gated channel, Isk-related family, member 1)
- KCNE2: потенціал-керований калиєвий канал, член 2, родина Isk-пов'язаних (англ. potassium voltage-gated channel, Isk-related family, member 2)
- LAD: дефіцит адгезії лейкоцитів (можливе також позначення CD18, LCAMB)
- SOD1: супероксиддисмутаза 1, розчинний (аміотрофічний бічний склероз 1 (у дорослих))
- TMPRSS3: трансмембрана протеаза, серин 3
- PCNT: центросомний перицентрин
- DSCR1: критична ділянка 1 Синдрома Дауна
- DYRK1A: кіназа 1A, що регулює тирозин-(Y)-фосфориляцію з подвійною специфічністю
- RRP1B: Рибосомальний процесинг РНК 1 гомолог B
- S100B: кальцій-зв'язувальний протеїн з родини S100

## Хвороби та розлади
Перераховані хвороби та розлади організму, що виникають внаслідок аномалій в хромосомі 21:
- Хвороба Альцгеймера
  - Хвороба Альцгеймера тип 1
- Бічний аміотрофічний склероз
  - Бічний аміотрофічний склероз тип 1
- Синдром Дауна
- Синдром Еронду-Цимета (англ. Erondu-Cymet Syndrome)
- Дефіцит голокарбоксилази синтетази
- Гомоцистинурія
- Синдром Жервеля та Ланге-Нільсона (англ. Jervell and Lange-Nielsen syndrome)
- Дефіцит адгезії лейкоцитів
- Остеодиспластична примордіальна карликовість Мажевського тип 2, MOPD II або MOPD2 (англ. Majewski osteodysplastic primordial dwarfism type II)
- Несиндромні вади слуху
  - несиндромна вада слуху, автосомнорецесивна
- Синдром Романо-Варда (англ. Romano-Ward)

## Наслідки змін у хромосомі 21
- Рак: Хромосомні перестановки ділянок ДНК в цій хромосомі можуть призводити до виникнення злоякісних новоутворень. Це зокрема, гостра лімфобластна лейкемія (рак крові, що часто уражає дітей), яка може виникнути внаслідок транслокацій між хромосомою 21 та 12. Інший тип лейкемії, а саме гостра мієлоїдна лейкемія виникає внаслідок транслокацій між хромосомою 21 та 8 хромосомою.
- Синдром Дауна може виникнути в невеликій кількості випадків внаслідок перестановок між хромосомою 21 та іншою хромосомою. Внаслідок цього, людина має дві копії хромосоми 21, а також додаткові гени з 21 хромосоми, які розташовані на іншій хромосомі. В цьому випадку до діагнозу синдром Дауна додається приставка транслокаційний. За даними досліджень, існує припущення, що додаткові копії генів з хромосоми 21 негативно впливають на нормальний розвиток людини та призводять до розвитку ознак, характерних для синдрому Дауна.
- Інші, кількісні або якісні зміни в хромосомі 21 мають різноманітні наслідки. Це може бути олігофренія та інші прояви затримки розумового розвитку, які в деяких випадках, схожі на ознаки синдрому Дауна.
- Подвоєння в ділянці, в якій кодується попередник білка амілоїда (APP) (розмір подвоєного сегменту може бути різним за довжиною, але включатиме APP) призводить до раннього розвитку сімейної форми хвороби Альцгеймера, яка була описана серед французьких та німецький сімей в наукових роботах Rovelet-Lecrux et al. та Sleegers et al. У пацієнтів, які мають додаткову копію гена APP може розвиватись гостра церебральна амілоїдна ангіопатія, що погіршує прогноз хвороби Альцгеймера.